# Феодора Сартаківна
Феодора Сартаківна, за шлюбом княгиня Ростовська і Білозерська з роду Чингіза — татарська княжна православного віросповідання[джерело?], внучка хана Батия, дочка його сина Сартака.